# Traine River
Traine River är ett vattendrag i Australien. Det ligger i delstaten Western Australia, omkring 1 900 kilometer nordost om delstatshuvudstaden Perth.
Omgivningarna runt Traine River är i huvudsak ett öppet busklandskap. Trakten runt Traine River är nära nog obefolkad, med mindre än två invånare per kvadratkilometer. Genomsnittlig årsnederbörd är 897 millimeter. Den regnigaste månaden är januari, med i genomsnitt 218 mm nederbörd, och den torraste är augusti, med 1 mm nederbörd.